# 中国統一
中国（再）統一、または、両岸（再）統一は、「一つの中国」という政治的な原則に基づいて、中国大陸（中華人民共和国）と台湾（中華民国）を単一の主権国家に統一するという目標を表現する中華圏の象徴的概念。
この用語は、1970年代に中華人民共和国が日本やアメリカ合衆国などを含む多くの国との対外関係を正常化していく中で、「台湾問題」に取り組むための中国共産党の戦略の一環として生み出された。
1979年、全国人民代表大会常務委員会は「祖国統一」という言葉を用いながら、「一つの中国」に基づく両岸関係の進展を求める「台湾同胞に告げる書」を発表した。1981年、全国人民代表大会常務委員会委員長の葉剣英は、中国による平和的な統一（和平統一方針）のための政策として、中国の両岸関係に対する姿勢についての「9つの政策」を発表した。以来、中国共産党全国代表大会では、香港、マカオ、台湾への対応方針として「一国二制度・中国統一」が強調されるようになった。具体的には、ポスト植民地時代の香港とマカオに対する中国の政策に関する「一国二制度」と、台湾に対する「中国統一」である。

## 概要
中華民国は、満洲族主導の清政府を倒した後、中国大陸を統治する国家として1912年に建国された。当時、台湾は大日本帝国の一部であった。1945年、台湾に駐留していた日本軍は、第二次世界大戦の連合国を代表する中華民国の蔣介石に降伏した。国共内戦（1946年-1950年）末期、中華民国は中国大陸を中国共産党に明け渡し、台湾に政権を移した（以下台湾とする。）。一方、大陸の中国共産党は、1949年に中国大陸に中華人民共和国を建国した。（以下中国とする。）
1949年以降、中国は中華人民共和国と中華民国の分断国家となったが、いずれも「二つの中国」という状況を否定し、「一つの中国」政策を1980年代まで制定していた。だが、台湾が民主化された1990年代以降は「一つの中国」という前提自体が台湾で揺らぎ始め、統一をめぐる問題は複雑化している。
中華人民共和国政府は、「台湾の中華民国政府は中華人民共和国の反逆政府である」とし、中華人民共和国主導による統一を一貫して追求している。1980年代以降は和平統一方針に基づいた一国二制度の実現が統一の方針とされているが、一方で中国政府は平和的編入が不可能である場合には軍事的編入（台湾解放）も選択肢にあるとしている。
台湾の大部分の人々は、台湾の民主主義、人権、および台湾民族主義喪失に対する恐れを含むさまざまな理由で、中華人民共和国への編入に反対している。反対派は、台湾を統治する中華民国の現状維持か、中華民国からの台湾分離独立を支持している。中華民国憲法は、「中華民国の領土は本土を含む」 と規定しているが、中華民国政府の公式政策は、現在どの政党が政権を握っているかにかかっている。国民党と親民党、新党からなる泛藍連盟の立場は、最終的には中国大陸を中華民国に編入する方針であり、民主進歩党と台湾団結連盟からなる泛緑連盟は、台湾独立を追求する方針である。

## 歴史
台湾は、オランダ東インド会社、南明、清朝、大日本帝国などといった、大きな外国勢力が統治していた複雑な歴史を持っている。1683年に満洲族主導の清に侵攻され、初めて中国の支配下に入った。
しかし、清は台湾島を福建省に編入したものの統治には消極的であり、台湾全島を実効支配しておらず、宮古島島民遭難事件に際しても｢台湾は化外の地（文明の及ばない地）である｣として日本側の賠償を拒否し、日本による台湾出兵を引き起こすことになった。清は1885年に福建台湾省を設置し、ようやく台湾全島の実効支配を行おうとしたが、日清戦争で清が日本に敗れたため台湾は1895年に下関条約によって日本に割譲された。1945年に第二次世界大戦で枢軸国が敗北した後、国民党主導の中華民国が台湾の支配権を獲得した。一部の台湾人は第二次世界大戦後の数年間で中華民国政府の支配に抵抗した。中華民国政府はこの抵抗を激しく弾圧し、1947年に二・二八事件を引き起こした。1950年に国共内戦が終結すると、台湾と中国は互いに軍事的に政権を奪取しようとする政府によって分断された。
台湾を含むとされる大中華圏の統合の重要性を強調する民族統一主義は、中国国民党でも中国共産党でも内戦中から戦後にかけて生じた。中国にとって大中華圏の主張は、領土保全を求める民族主義的な主張の一部であった。内戦時代の1932年、清皇帝の母国である満洲を失った中華民国とは異なる共産主義運動を日本にもたらした。

### 「党外」の台頭と台湾のナショナリズム
1950年の国共内戦終結から1970年代半ばまで、中華人民共和国政府と中華民国政府の間では、統一の概念は主要な議題ではなかった。国民党は、アメリカによる援助があれば、いずれは中国大陸を奪還できるだろうし、中国共産党主席毛沢東の共産主義政権は民衆蜂起で崩壊し、国民党軍は歓迎されるだろうと信じていた。
1970年頃になると、台湾での国民党政府の軍事独裁政権（蔣家主導）は、党外運動と台湾民族主義者の人気のため、国際的にも非難を浴びていた。1970年、当時の行政院副院長（後の中華民国総統）であった蔣経国は、ニューヨークでの台湾独立建国連盟の会合の際、鄭自才と黄文雄による暗殺未遂事件に遭うが一命をとりとめた。1976年、王幸男は当時の台湾省主席（省知事）・謝東閔（後の中華民国副総統）に対し郵便爆弾を送り、結果として謝の両手に重傷を負わせた。美麗島事件での国民党の圧政、林家事件、陳文成、劉宜良殺害事件への関与、そして鄭南榕の焼身自殺は、台湾社会を政治的行動に駆り立て、台湾を民主化に導いた。
毛沢東の死後、中国は経済改革に着手し、より実用的な外交政策を追求したため、1979年に統一の概念が中国の解放の概念に取って代わった。台湾では、1971年のアルバニア決議による国連脱退、1979年の米中国交樹立、1975年の蔣介石死去などを契機に、1970年代の中国再統一の可能性が次第に遠のいていった。

### 台湾の大衆意見
1980年に権威主義体制が終焉を迎えると、国民党内でも蔣介石に随行した派閥からの離反が起こった。当時人口の85%以上を占めた日本統治時代に育った台湾人の影響力が強まり、国民党は両岸統一の理念から離れ始めた。1987年7月15日、総統の蔣経国は戒厳令の解除に踏み切った。三月学運に続いて、蔣経国の後を継いで総統となった李登輝は、1991年に「中国共産党による中国大陸支配に反対しない」と宣言し、中国共産党を反乱団体と見なしていた動員戡乱時期臨時条款を廃止した。そして、中台の和平交渉（いわゆる「1992年コンセンサス」へとつながっていく。）が非公式に開始された。中国は1999年、李登輝が中国との関係を「一辺一国」と述べたことを受けて、この協議を中断した。
1990年代半ばまで、台湾の統一支持者は共産党に激しく反対していた。しかしそれ以降、共産党と台湾統一派との関係はかなり改善し、両者とも親台湾独立派に反対している。これは、統一支持者たちが台湾を中国に売ろうとしているという非難を引き起こした。彼らは、中国大陸とのより緊密な関係、特に経済関係が台湾の利益になると答えた。

### 民主進歩党の台頭
2000年中華民国総統選挙で民進党の陳水扁が当選した後、国民党は国民中心党の離反に直面し、李登輝とその支持者を追放して統一志向に転換した。同時に、中国は統一への努力を軍事的脅威（それは強調しなかったが、放棄はしなかった）から経済的インセンティブへとシフトさせ、台湾企業の対中投資を促し、台湾の有権者の中に親中国ブロックを作ろうとしている。
台湾内部において、統一支持者は「中国」を、国共内戦によって国内で別々の州や政府に分割された、より大きな文化的実体と見なす傾向がある。さらに、支持者は台湾のアイデンティティを、別個の文化的アイデンティティとしてではなく、より広い中国のアイデンティティのなかの1つとして捉えている。しかし、文化大革命のような共産主義的イデオロギーに内在する脱中国化や、台湾のアイデンティティを中国とは別のものとして強調しようとする動きには、支持者は反対している。2008年の総統選挙の際、馬英九率いる国民党は「一つの中国」原則には同意したものの、同原則を「中華人民共和国」ではなく「中華民国」が主導するものと定義した。

### 一つの中国、二つの制度の提案

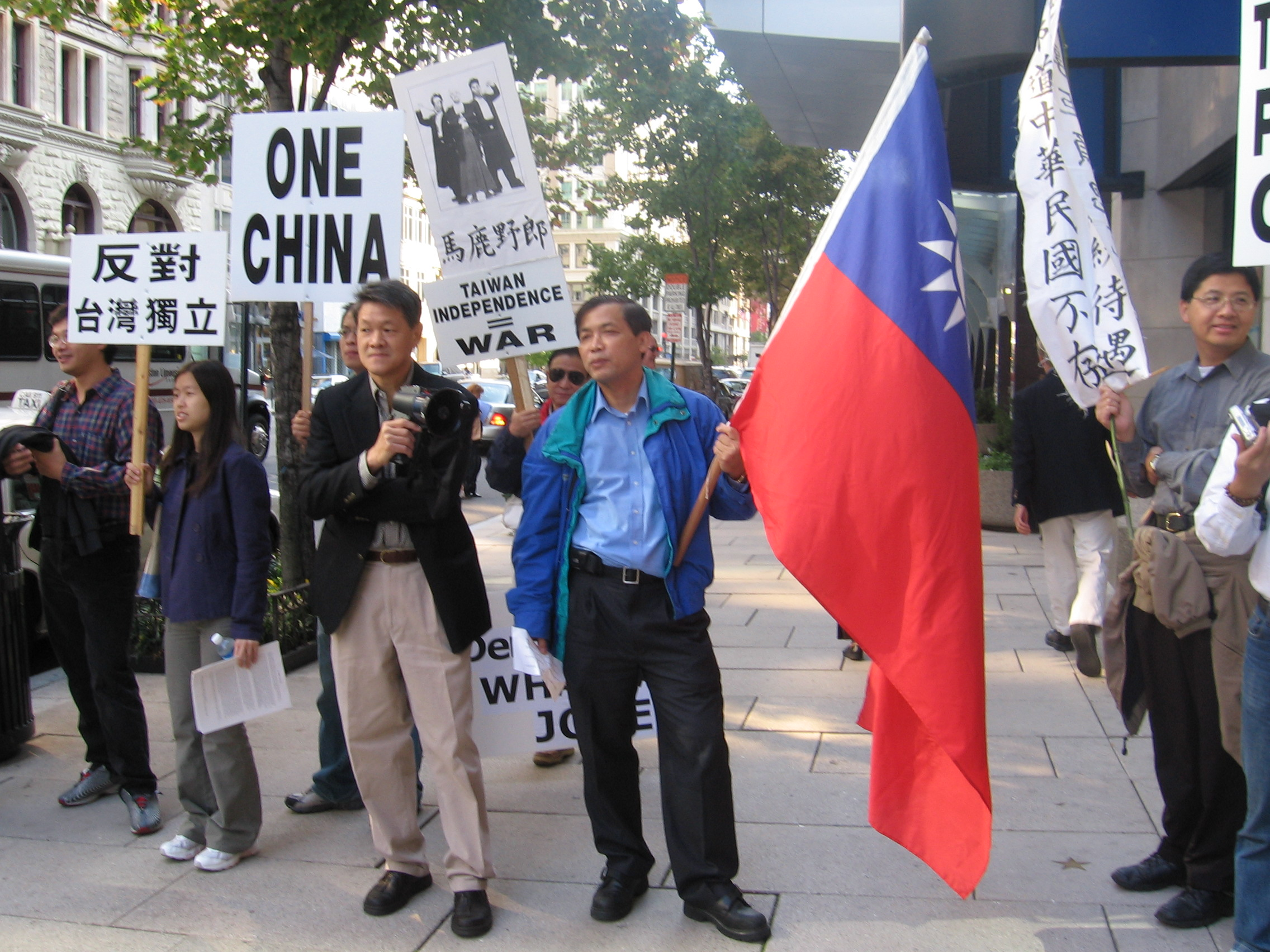
李登輝訪米中のワシントンD.C.の反台湾独立デモ隊。

1995年の中国共産党総書記・江沢民の提言によれば、台湾は主権と自決権を失うが、香港とマカオで採用されている「第二の指導者」の原則に従って、軍隊は維持し、中国人民解放軍の代表を中央政府に派遣するとしている。したがって、この提案の下では、中華民国は完全に消滅することになる。
「一国二制度」を支持する台湾人はほとんどおらず、統一を支持する人々の中には、中国大陸が台湾と同じレベルに民主化され工業化されるまで、現状維持を主張する人もいた。2000年の総統選挙で、独立派の宋楚瑜は不可侵条約を結んだ上で、欧州連合方式の中国大陸との関係（これは2004年に許信良によって主張が繰り返された）を提案した。2004年中華民国総統選挙で、連戦は国家連合方式の関係を提案した。中国は、台湾はすでに中国の一部であり、国家ではないため、台湾と連合を組むことはできないとして、これらの提案に反対した。

### 議論の停滞
台湾では統一案が積極的に提案されることはなく、この問題は、中国の事前条件の下で会談を拒否した陳水扁の下では議論の余地があった。中国の胡錦濤政権下では、2008年までは独立派である陳水扁政権が続くという現実の中で、台湾の編入は重視されなくなった。その代わり、独立に反対する政治家との会合に重点が移った。
2005年に実施された泛藍連盟の中国大陸訪問は、中国政府の現状認識を暗に示したものと受け止められた。特に連戦・国民党主席の歴訪は、中国共産党系メディアや胡錦濤党総書記ら高官との会談で、演説や視察（肯定的なコメントが寄せられた）が未編集のまま報道されたことが特徴である。続いて宋楚瑜親民党主席、郁慕明新党主席らも、同様の措置（歴史的な重要性とメディアの注目が少ないにもかかわらず）を取った。共産党と泛藍連盟は、1992年コンセンサスの下での新たな交渉において、それぞれの立場の共通性を強調し、三通開放を主張し、台湾の正式な独立に反対した。
中国は連戦訪中直前に反分裂国家法を成立させた。泛緑連盟は台湾制圧のための武力使用の法典化に抗議するために大規模な集会を開いたが、泛藍連盟はほとんど沈黙していた。反分裂国家法の文言は、明らかに台湾（法律で「「台湾独立」分裂勢力」と呼ばれる）の独立支持者を対象としており、泛藍連盟にも受け入れられるように意図されていた。台湾が中華人民共和国の一部であることを明確に宣言したわけではなく、定義に柔軟性を持たせるため、「中国」という用語を単独で使用した。「平和統一の推進」を繰り返し強調しながらも、「一国二制度」の概念は省き、台湾の即時編入ではなく、最終的な編入を念頭に「段階と局面に柔軟で変化に富んだ方法」での交渉を呼びかけた。
陳水扁と馬英九の両政権下で、両岸関係における主な政治的変化は、経済関係の緊密化とビジネスおよび個人的な訪問の増加であった。こうした動きに対して、2014年に海峡両岸サービス貿易協定破棄に繋がった「ひまわり学生運動」のような草の根の反対運動があった。馬英九は、台湾で使用され、歴史的に中国で使用されてきた繁体字中国語を中国大陸向け文書で再導入するなど、中国文化の再生を提唱した。また、非公式文書に簡体字中国語を使用することを認める意向を表明した。

## 市民の意見

### 中華民国（台湾）
共産中国との統一に反対する台湾人は、世論調査で一貫して70%から80%だった。それ以来、統一に対する世論はあまり変わっていない。また、台湾の政治運動や選挙において統一は一般的に決定的な問題ではない。中国との軍事的対立を避けるために、さらに反共の立場から国民の大多数は現状維持を支持しているが、一部は国民が台湾正名運動を支持している。
主要政党のいずれも、即時統一を支持していない。親民党は台湾の現状維持を公式に主張している。中国国民党は一貫して中華民国の主権を擁護し、中国は一つであると主張しているが、ここでいう「中国」とは中華人民共和国ではなく中華民国のことを指す。これら二つの政党と新党は、共に泛藍連盟を形成しているが、ほとんどの場合、伝統的な意味でのみでの連盟である。泛緑連盟との大きな違いは、台湾は文化的に中国と同じであり、国家としてのアイデンティティーを失うことには反対しなければならないと考えていることである。
一国二制度反対派は、同制度が実施されている香港での高度な自治権が約束されているにもかかわらず、中国政府は、本土からの人の流入、選挙操作、メディアと経済の統制を通じて、香港に対する統制力を徐々に強めている状況を例として反対している。
台湾の親統一派は統派と呼ばれており、台湾社会で少数派だが時にメディアや政治で声高に主張してきた。2004年の総統選挙では、様々な政党がこの問題を議論していたため、統一問題が注目された。また、少数の統一派によって組織されたものも含め、一連のデモは大きな注目を集めた。
2019年の青少年に対する調査では、40.3%の人が「現状維持。その後に独立」、25.2%が「現状維持。その後、状況に応じて独立か統一を判断する」、14％が「永遠に現状維持」、3.7%が「現状維持。その後に統一」、0.9％が「即時統一」という結果となり、現状維持が80％を超える割合を占めることとなった。

### 中華人民共和国（大陸本土）
中国共産党のエリートや政策専門家による政治的課題とは別に、中国国民の見解はより多面的である。一部の評論家は、郵便、運輸、貿易の接続を可能にする三通を含む両岸関係の進展が経済発展の機会と相互利益をもたらしたという経済の現実的側面を認識している。海峡横断の交通の発達により、沿岸部の住民（例えば、福建省）の中には、台湾への関心が薄れてきたと感じている人もいる。
中国統一の政治的進展という点では、中華人民共和国の動機ならびに平和的交渉または統一問題の現在の停滞について、台湾の戦略的・地理的位置により南シナ海における中国の軍事防衛線を強化することができるが、現状台湾がアメリカの支援を受けていることから、中国は米国に脅威を感じ、圧力を受けるからであるとする合理的な見解を持つ者もいる。
しかし、多くの中国人は台湾の独立運動（「台独」）を懸念しており、さまざまな理由から反対している。中には独立運動は洗脳された急進的な分離主義者だと主張する純粋にイデオロギー的なものもある。台湾は厳しい「面子」を守るために、むしろ開発を犠牲にしているとの見方もある。台湾独立への否定的な感情は、台湾独立を主張する民進党の蔡英文が2016年の総統選挙で総統に選出されたことで悪化した。特に、蔡が民主化の成果を強化するために掲げた「移行期正義」の裏には、中国との分断・分離をさらに進め、中台関係を悪化させるという思惑があったと指摘されている。
中国統一の将来については、共通の古代史、言語、民族性、平和的発展への願望などを統一の推進要因として挙げ、文化的、政治的な相違が深まるとの認識にもかかわらず、肯定的な見方をする者もいる。一方で、外交問題、特に米中関係については、本質的に複雑な問題であり、希望が持てず、今後も進展が見られないと考える者もいる。また、急速な経済発展と国際社会における中国の政治的地位の向上によって、中国は交渉力を強め、外交的孤立などを通じて台湾に統一を迫る圧力を強めているとの指摘もある。